# Micropholis
Micropholis es un género con 78 especies de plantas  perteneciente a la familia Sapotaceae. Es endémico de Brasil.

## Especies
| - Micropholis acutangula (Ducke) Eyma - Micropholis brochidodroma - Micropholis casiquiarensis - Micropholis caudata - Micropholis cayennensis - Micropholis compta - Micropholis crassipedicellata - Micropholis crotonoides (Pierre) Pierre in I.Urban - Micropholis cylindrocarpa - Micropholis egensis (A.DC.) Pierre in I.Urban - Micropholis emarginata - Micropholis garciniifolia – caimitillo verde - Micropholis gardneriana (A.DC.) Pierre - Micropholis gnaphaloclados - Micropholis grandiflora - Micropholis guyanensis (A.DC.) Pierre - Micropholis humboldtiana - Micropholis longipedicellata Aubrév. | - Micropholis macrophylla - Micropholis madeirensis - Micropholis maguirei - Micropholis melinoniana Pierre - Micropholis mensalis (Baehni) Aubrév. - Micropholis obscura T.D.Penn. - Micropholis polita - Micropholis porphyrocarpa (Baehni) Monach. - Micropholis resinifera - Micropholis retusa - Micropholis rugosa - Micropholis sanctae-rosae - Micropholis spectabilis - Micropholis splendens - Micropholis submarginalis - Micropholis suborbicularis - Micropholis trunciflora Ducke - Micropholis venamoensis - Micropholis venulosa (Mart. & Eichler ex Miq.) Pierre - Micropholis williamii |

## Sinonimia
- Crepinodendron Pierre, Not. Bot.: 28 (1890).
- Sprucella Pierre, Not. Bot.: 27 (1890).
- Meioluma Baill., Hist. Pl. 11: 282 (1892).
- Platyluma Baill., Hist. Pl. 11: 283 (1892).
- Stephanoluma Baill., Hist. Pl. 11: 283 (1892).
- Paramicropholis Aubrév. & Pellegr., Adansonia, n.s., 1: 171 (1962).[1]